# Augusta van Waldeck-Pyrmont

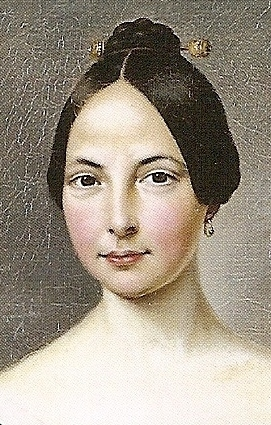
Augusta van Waldeck-Pyrmont

Augusta van Waldeck-Pyrmont (21 juli 1824 - 4 september 1893) was een Duitse prinses.
Zij was de oudste dochter van George II van Waldeck-Pyrmont en diens vrouw Emma. Zij was een tante van de Nederlandse koningin Emma.
Op 15 juni 1848 trouwde ze met Alfed van Stolberg-Stolberg. Het paar kreeg zeven kinderen, van wie er een vlak na de geboorte stierf:
- Wolfgang (1849-1903)
- Everhard (1851-1851)
- Walraad (1854-1906)
- Hendrik (1855-1935)
- Erika (1856-1926)
- Albrecht (1861-1903)
- Volkwin (1865-1935)